# Antonio Alatorre
Antonio Alatorre Chávez (Autlán de Navarro, Jalisco, 25 de julho de 1922 - Cidade do México, 21 de outubro de 2010) foi um escritor, filólogo e tradutor mexicano.
Respeitado acadêmico da literatura, ficou famoso devido à sua influência nos ensaios acadêmicos sobre literatura espanhola, e ainda por seu livro Los 1001 años de la lengua española (Os 1001 anos da língua espanhola), obra de divulgação publicada em 1979 e que tenta dar a conhecer de um jeito agradável, simples e apenas breve a História da língua espanhola.

## Estudos
Alatorre cursou o ensino secundário em um seminário católico a finais dos anos trinta, onde aprendeu latim, grego, francês e inglês.

Em 1943 começa sua carreira de Direito na Universidade Autónoma de Guadalajara, mesma que va deixar em 1944 para estudar Literatura de 1947 a 1950 na Universidade Nacional Autónoma de México e Filologia em El Colegio de México, onde é discipulo de Raimundo Lida.

Alatorre rumou a continuar seus estudos em França e Espanha com nomes como Raymond Lebergue e Marcel Bataillon.